# Moderne Zeiten
Moderne Zeiten (с нем. — «Новые времена») — пятый студийный альбом немецкой группы Unheilig, вышедший в 2006 году. Помимо стандартного издания, содержащего 14 композиций, выпускался в лимитированном издании, содержащем 2 бонус-трека — «Sonnentag» и «Tag für Sieger».

## Список композиций
1. «Das Uhrwerk» - 1:11
2. «Luftschiff» - 6:05
3. «Ich will alles» - 3:50
4. «Goldene Zeiten» - 4:19
5. «Helden» - 4:23
6. «Astronaut» - 4:19
7. «Phönix» - 3:38
8. «Lass uns Liebe machen» - 4:14
9. «Horizont» - 5:16
10. «Sonnenaufgang» - 4:15
11. «Gelobtes Land» - 4:44
12. «Menschenherz» - 4:52
13. «Sonnentag» (Bonus Track) - 5:27
14. «Tag für Sieger» (Bonus Track) - 4:54
15. «Mein Stern» - 3:03
16. «Moderne Zeiten» - 5:26